# ملبيغة جرداء
ملبيغيا جرداء (الاسم العلمي:Malpighia glabra) هي نوع من النباتات يتبع جنس الملبيغيا من الفصيلة الملبيغية.